# قضايا العمل النووي
تُعد قضايا العمل النووي جزءًا من مجال صناعة الطاقة النووية الدولية وقطاع إنتاج الأسلحة النووية في جميع أنحاء العالم، وتؤثر على حياة وصحة العمال والعمال المتجولين وعائلاتهم.

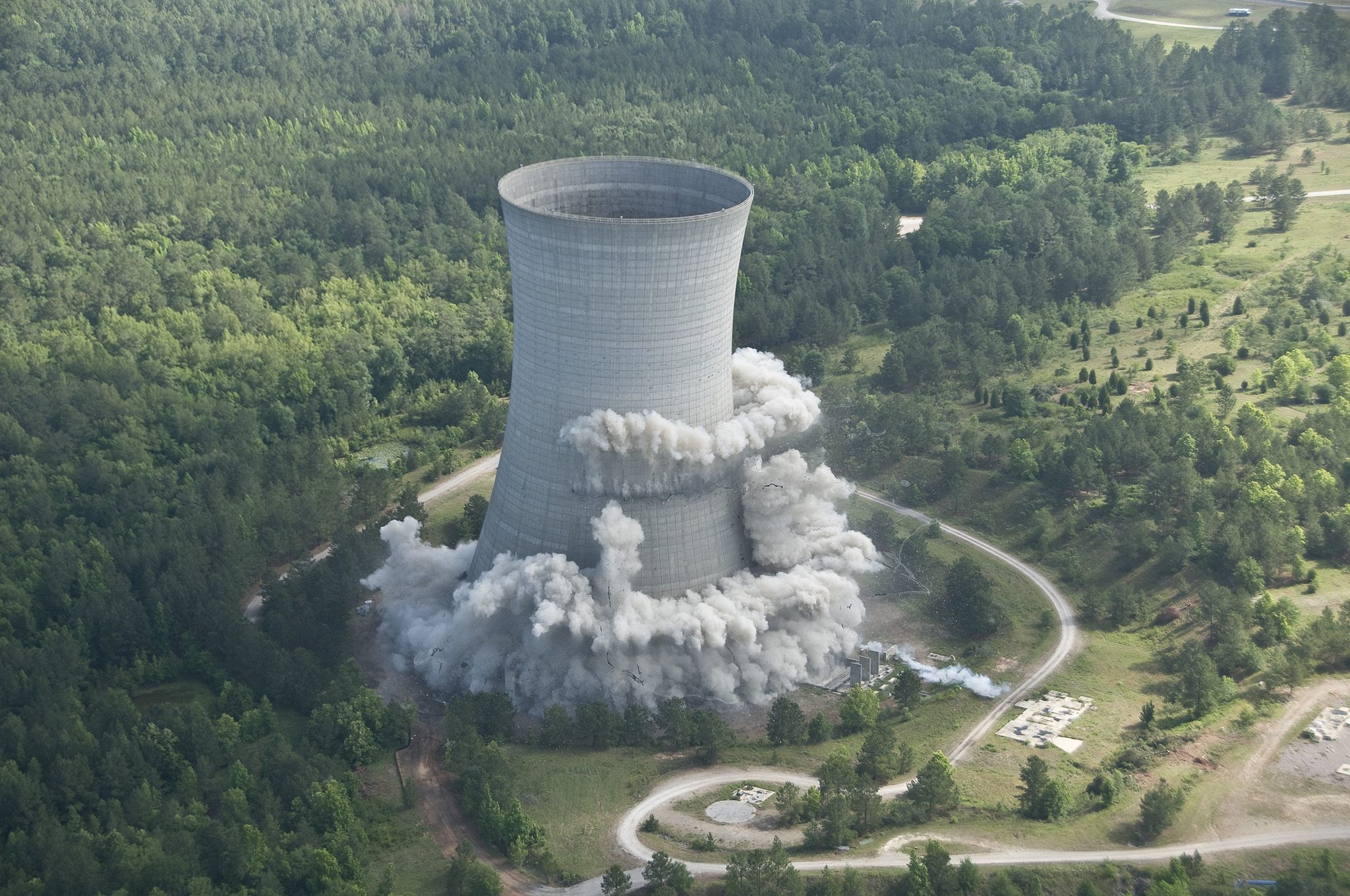
أعمال هدم محطة نووية على نهر سافانا

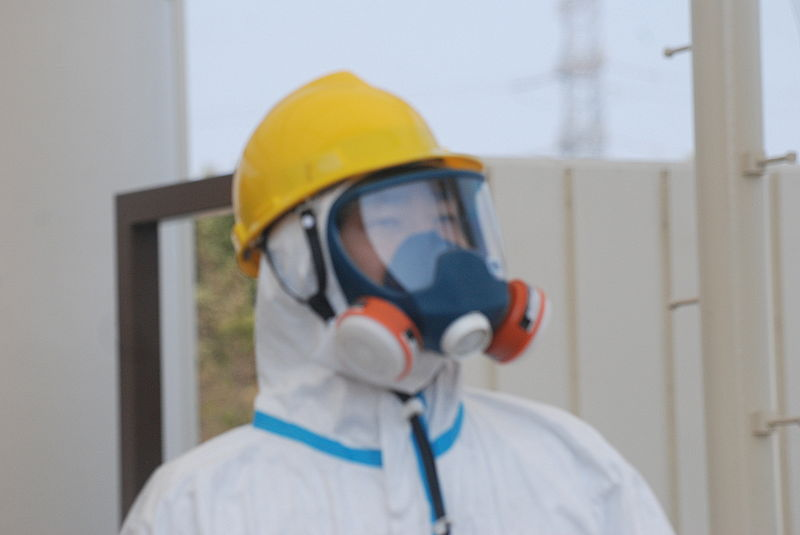
صوت أمريكا هيرمان - 13 أبريل 2011

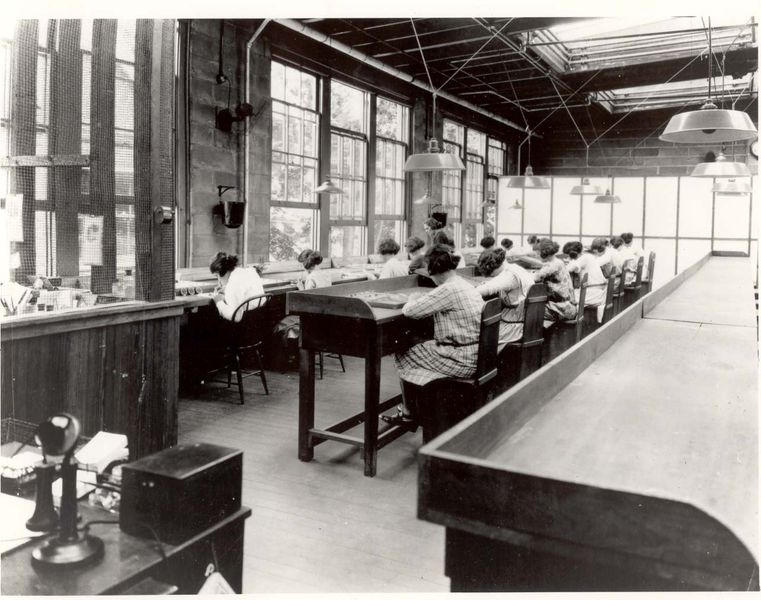
فتيات الراديوم

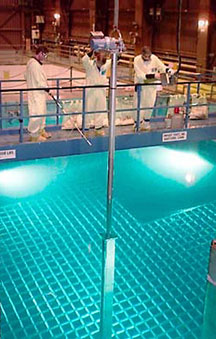
حوض وقود

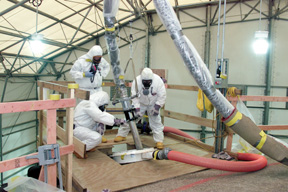
عمال بمحطة نووية

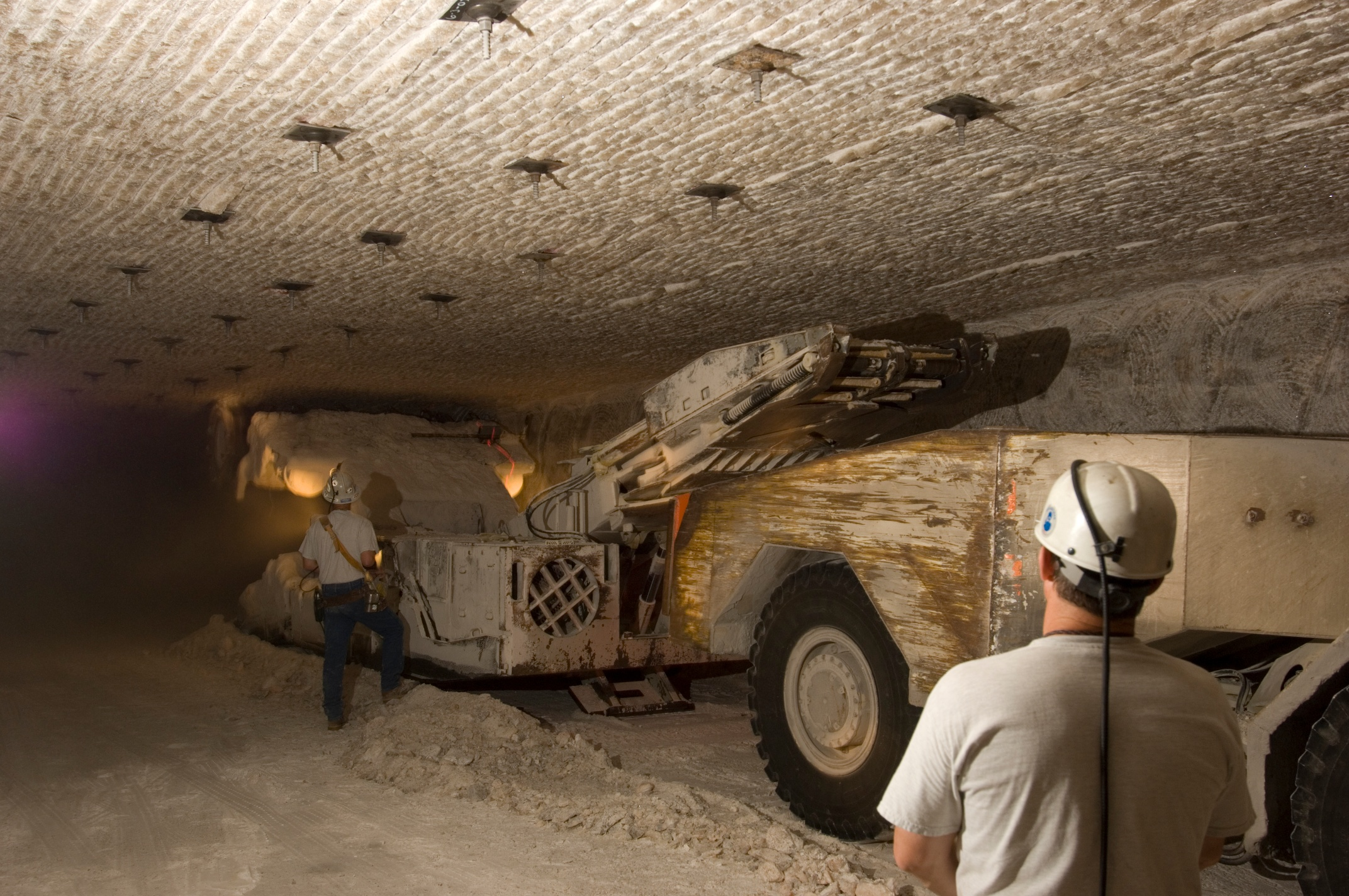
عمليات تعدين للتخلص من الترسبات

يتجنب الكثير من العمال المحترفين القيام بالأعمال التي من المحتمل أن تكون خطيرة وقذرة وصعبة، ويقوم بهذه الأعمال عمال من ثقافات مختلفة لا يحملون وثائق رسمية في كثير من الأحيان. يطلق عليهم في اللغة الشائعة البدو النوويين، أو الروبوتات الحيوية، أو لومنزيرز، أو فتيان الإشعاع، أو فتيات الراديوم، أو فوكوشيما 50، أو مصفّي تشرنوبل، أو الغجر الذريين، أو إسفنجات الغاما، أو الغجر النوويين، أو غجر جنباستو، أو الساموراي أو الوثابين النوويين. ينتقل هؤلاء العمال إلى منشأة نووية أخرى عندما يتجاوز حد تعرضهم للإشعاع الحد المقبول في منشأة ما. تقبل الصناعة النووية ضمنيًا هذا السلوك لأنها لا يمكن أن تستمر دون هذه الممارسات. ذكرت الجمعية النووية العالمية أن القوى العاملة المتنقلة الذين يُطلق عليهم مصطلح «الغجر النوويين» -وهم العمال غير الرسميين الذين يعملون لدى مقاولين فرعيين- كانت «جزءًا من المشهد النووي منذ ما لا يقل عن أربعة عقود».
لا تُطبق قوانين العمل الحالية التي تحمي الحقوق الصحية للعمال بشكل صحيح دائمًا. يجب حفظ السجلات، لكنها لا تُحفظ في الكثير من الأحوال. يكون بعض الأفراد غير متدربين بشكل صحيح مما يؤدي إلى تعرضهم لكميات سامة من الإشعاع. يكون هناك إخفاقات مستمرة في العديد من المنشآت عند إجراء الفحوصات الإشعاعية المطلوبة أو تنفيذ الإجراءات التصحيحية.
تُترك العديد من الأسئلة المتعلقة بظروف العمال النوويين هؤلاء دون إجابة، وباستثناء عدد قليل من المبلغين عن المخالفات، فإن الغالبية العظمى من العمال –الذين يتعرضون لاستغلال وعمل إضافي غير منظور بأجر قليل- لديهم القليل من الحوافز لمشاركة قصصهم. يكون متوسط الأجر السنوي لعمال إزالة المواد المشعة الخطرة، وفقا لمكتب الولايات المتحدة لإحصاءات العمل هو 37,590 دولار في الولايات المتحدة، أي 18 دولارًا في الساعة. أظهرت دراسة جماعية تعاونية شملت 15 دولة حول مخاطر الإصابة بالسرطان بسبب التعرض للإشعاع المؤين بجرعة منخفضة، والتي شملت 407,391 عاملاً في مجال الصناعة النووية، زيادة ملحوظة في وفيات السرطان. قيّمت الدراسة 31 نوعًا من أنواع السرطان، منها الابتدائي والثانوي.

## التنقيب عن اليورانيوم وطحنه

### كندا
وُظّف ثلاثون رجلاً من سكان ديني الأصليين عام 1942 للتنقيب عن اليورانيوم في منطقة معروفة محليًا باسم «صخرة المال» مقابل ثلاثة دولارات يوميًا في منجم بورت راديوم. توفي 14 من هؤلاء العمال بحلول عام 1998 بسبب سرطان الرئة والقولون والكلى، وفقا لمركز سجلات السرطان في الإقليم الشمالي الغربي. لم يُحكى لسكان ديني الأصليين عن مخاطر التنقيب عن اليورانيوم، وكانوا قد تنفسوا الغبار المشع، وناموا على المواد المشعة الخام، وأكلوا السمك من بحيرة المخلفات. كانت أوتاوا أكبر مورد لليورانيوم في العالم في ذلك الوقت، وكانت الولايات المتحدة أكبر مشتري، وفقًا للوثائق الأمريكية التي رُفعت عنها السرية. لم يُحذَّر الآلاف من عمال المناجم من السكان الأصليين من مخاطر العمل.

### ناميبيا
يعد منجم روسينغ لليورانيوم في ناميبيا أطول منجم لليورانيوم في حفرة مفتوحة، وواحد من أكبر مناجم اليورانيوم في العالم. تملك مجموعة ريو تينيو الشركة المسؤولة عن المنجم وتديرها، وهي واحدة من أكبر مجموعات التنقيب عن اليوارنيوم في العالم، بالإضافة إلى مجموعة روسينغ يورانيوم المحدودة. كان خزان مخلفات طحن اليورانيوم يُسرّب منذ عدة سنوات، ثم في 17 يناير 2014، تسبب فشل هيكلي كارثي لخزان ترشيح في تسرب كبير. أبلغ المختبر، الذي يتخذ من فرنسا مقرا له، والذي يدعى لجنة البحث العلمي المستقلة للإشعاع (سي آر آي آي إيه دي)، عن ارتفاع مستويات المواد المشعة في المنطقة المحيطة بالمنجم.

### ملاوي
قُتل عامل مناجم يدعى كويما فيري في منجم كايليكريا المفتوح لليورانيوم بالقرب من كارونغا في ملاوي (إفريقيا)، وحدث ذلك في 20 يوليو 2013. تعرض العامل للضرب في صدره وقُتل أثناء نفخ عجلة سيارة. كانت هناك ادعاءات عن الأمراض الناجمة عن الإشعاع بين عمال المناجم والسكان القريبين. لم تتمكن حكومة ملاوي من التحقق من ذلك الأمر، قائلةً بعدم وجود معدات مراقبة. اشتعلت النيران في شاحنة عند المنجم، مما أدى إلى مقتل السائق في 19 يونيو 2001. أُصدرت أوامر للعمال في 23 سبتمبر 2010 تقتضي ضرورة متابعة العمل على الرغم أن المنجم لم يتمكن من تزويدهم بأقنعة الغبار لحمايتهم من المواد المشعة.

### الولايات المتحدة
أنتج أكثر من 4000 منجم لليورانيوم في منطقة فور كورنيرز أكثر من 225,000,000 طن من اليورانيوم الخام بين عامي 1949 و1989. أثر هذا النشاط على العديد من شعوب أمريكا الأصلية، بما في ذلك شعوب لاغونا ونافاجو وزوني وجنوب يوت وجبل يوتي وهوبي وأوما وغيرها من ثقافات بويبلو. عمل العديد من هؤلاء الأشخاص في المناجم والمطاحن ومنشآت المعالجة في نيو مكسيكو وأريزونا ويوتاه وكولورادو. لم يكن هؤلاء العمال يحصلون على رواتب متدنية فحسب، بل نادرًا ما كانوا على علم أيضًا بالمخاطر ولا يتلقون معدات الوقاية المناسبة. كانت الحكومة وأصحاب المناجم والمجتمعات العلمية والصحية على دراية جيدة بمخاطر العمل بالمواد المشعة في ذلك الوقت. تعرض هؤلاء العمال للإشعاع ونقلوا كميات كبيرة من الإشعاع مع الغبار على ملابسهم وجلدهم على حد سواء نتيجة الطلب المستمر أثناء الحرب الباردة لأسلحة نووية مدمرة وقوية. أظهرت الدراسات الوبائية لعائلات هؤلاء العمال زيادة حوادث السرطانات الناتجة عن الإشعاع والإجهاض والحنك المشقوق وغيرها من العيوب الخلقية. ما زال يتعين معرفة مدى هذه الآثار الوراثية على السكان الأصليين ومدى تلف الحمض النووي لديهم. ما زال تعدين اليورانيوم في محمية نافاجو قضية تثير الشك، إذ ما زال عمال مناجم نافاجو السابقون وعائلاتهم يعانون من مشكلات صحية.

## الثقافة النووية
عندما تتجاوز حد التعرض للإشعاع النووي المسموح به في منشأة معينة فإنها غالباً ما تهاجر إلى منشأة نووية أخرى.
تقبل الصناعة ضمنيا هذا السلوك لأنه لا يمكن أن يعمل بدون هذه الممارسات حيث ذكرت الجمعية النووية العالمية أن القوى العاملة العابرة «الغجر النووي» وهم العمال غير النظاميين الذين يعملون لدى مقاولين من الباطن كانوا «جزء من مشهد نووي منذ أربعة عقود على الأقل.»
قوانين العمل المعمول بها التي تحمي الحقوق الصحية للعمال لا يتم تنفيذها بشكل صحيح دائما حيث يجب حفظ السجلات لكن في كثير من الأحيان لا يتم الاحتفاظ بها حيث لم يتم تدريب بعض الأفراد بشكل صحيح مما أدى إلى تعرضهم لكميات سامة من الإشعاع. في العديد من المنشئات هناك إخفاقات مستمرة في إجراء الفحوصات الإشعاعية المطلوبة أو تنفيذ الإجراءات التصحيحية.
هناك العديد من الأسئلة المتعلقة بظروف العامل النووي بدون إجابة وباستثناء عدد قليل من المبلغين عن المخالفات فإن الغالبية العظمى من العمال لديهم القليل من الحوافز لمشاركة قصصهم حيث يبلغ متوسط الأجر السنوي لعمال إزالة المواد المشعة الخطرة وفقا لمكتب للولايات المتحدة لإحصاءات العمل هو 37,590 دولار في الولايات المتحدة بمعنى آخر 18 دولار في الساعة.
أظهرت دراسة حديثة والتي شملت 15 دولة حول مخاطر الإصابة بالسرطان بسبب التعرض للإشعاع المؤين بجرعة منخفضة والتي شملت 407391 عامل في الصناعة النووية مما ادى إلى زيادة كبيرة في وفيات مرضى السرطان. قيمت الدراسة 31 نوع من أنواع السرطان الابتدائي والثانوي.

## وصلات خارجية
- موقع الوكالة الدولية للطاقة الذرية
- معلومات عن السلامة النووية
- اختيار الطاقة النووية